# Сабо, Ференц
Фе́ренц Са́бо (венг. Szabó Ferenc; 27 декабря 1902, Будапешт, Австро-Венгрия, ныне Венгрия — 4 ноября 1969, там же) — венгерский композитор и педагог.

## Биография
Учился в Будапештской музыкальной академии имени Листа (1921—1926) у Альберта Шиклоша, Лео Вайнера и Золтана Кодаи. Ещё до окончания академии вступил в нелегальную в то время Коммунистическую партию Венгрии. В 1928 году организовал рабочий хор, для которого писал массовые песни. В 1932—1945 годах жил в эмиграции в Москве, в этот период сочинил симфоническую поэму «Классовая борьба» (1932), «Колхозную сюиту» (1934), «Песнь о Павлике Морозове» (1934, в содружестве с С. Михалковым), Симфониетту для оркестра русских народных инструментов (1935) и т. п. В 1945 году вернулся в Венгрию, преподавал в Будапештской музыкальной академии, в 1958—1967 годах был её ректором. В числе его известных учеников Эмиль Пе́трович.
Дважды удостоен премии имени Кошута — высшей государственной премии Венгрии в области культуры и искусства: за сюиту «Лудаш Мати» (1951) и симфоническую поэму «Воспоминание» (венг. Emlékeztető-szimfónia; 1952, программа — восстание венгерского крестьянства в XIX века). Наиболее крупным произведением Сабо считается оратория для тенора, хора и оркестра на стихи Шандора Петёфи «Восстало море» (венг. Föltámadott a tenger; 1955).